# A Son of the Sahara

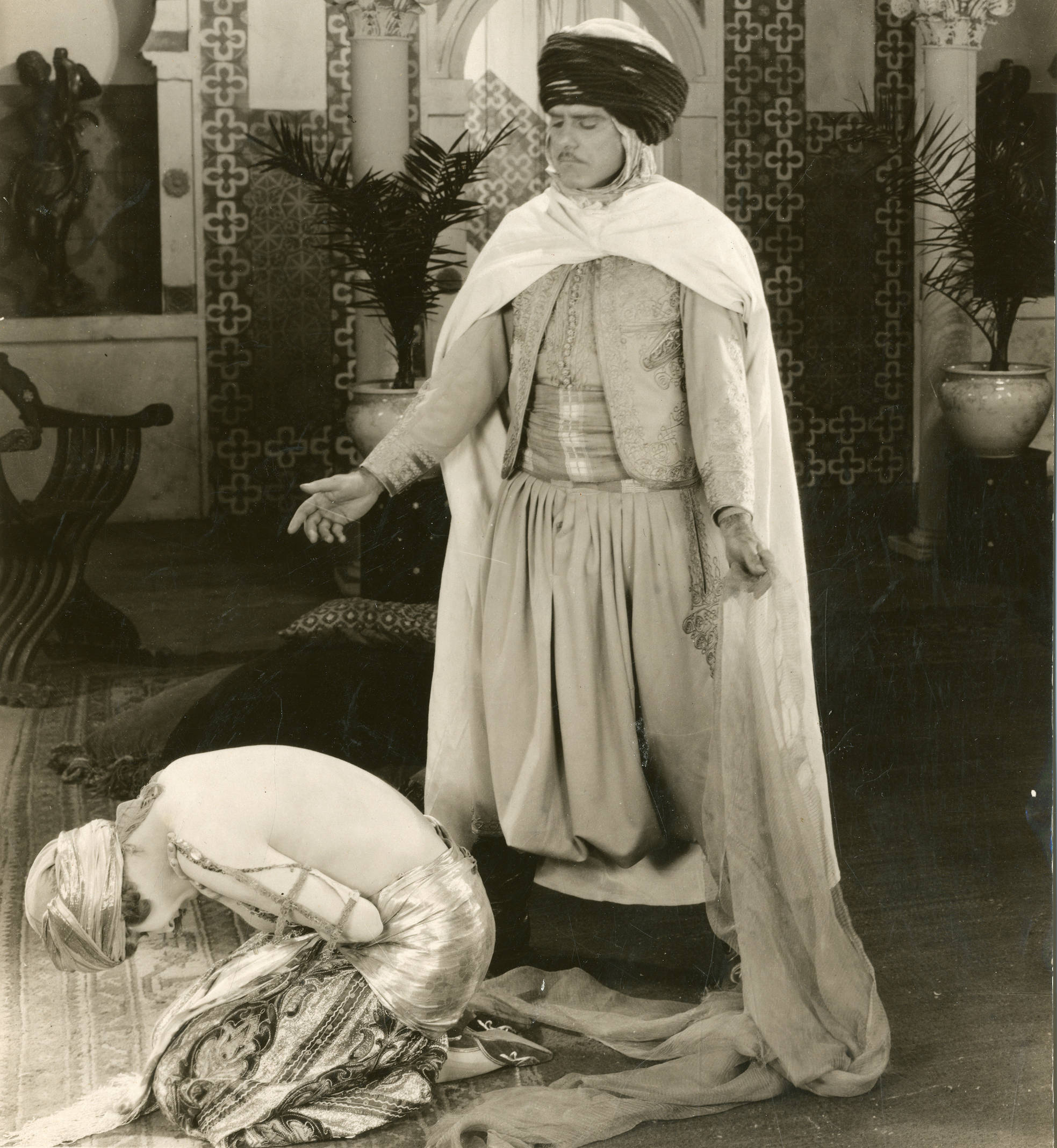
Scène du film

Pour plus de détails, voir Fiche technique et Distribution.
A Son of the Sahara est un film américain produit et réalisé par Edwin Carewe et sorti en 1924.

## Fiche technique
- Titre : A Son of the Sahara
- Réalisation : Edwin Carewe et René Plaissetty
- Scénario : Adelaide Heilbron d'après A Son of the Sahara de Louise Gerard[1]
- Photographie : Robert Kurrle, Al M. Greene
- Montage : Robert De Lacey
- Distributeur : Associated First National
- Durée : 80 minutes (8 bobines)[2]
- Date de sortie : 13 avril 1924

## Distribution
- Claire Windsor : Barbara Barbier
- Bert Lytell : Raoul Le Breton
- Walter McGrail : le capitaine Jean Duval
- Rosemary Theby : Rayma
- Marise Dorval : Annette Le Breton
- Montagu Love : le sultan Cassim Ammeh / le colonel Barbier
- Paul Panzer : le lieutenant de Cassim Sr. / le lieutenant de Cassim Jr.
- Georges Chebat : Raoul enfant
- Madame De Castilo

## Production
Le film a été tourné en Algérie par une équipe américaine.